# Sophia Ralli
Sophia Ralli (griechisch Σοφία Ράλλη, * 4. März 1988 in Naoussa, Zentralmakedonien) ist eine griechische Skirennläuferin. Die neunfache griechische Meisterin ist auf die technischen Disziplinen Riesenslalom und Slalom spezialisiert und nahm bereits mehrfach an Weltmeisterschaften und Olympischen Spielen teil.

## Biografie
Sophia Ralli stammt aus Naoussa in Zentralmakedonien und startet für ihren Heimatverein. Durch ihre Teilnahmen an den Olympischen Spielen 2010, 2014 und 2018 war ihr Heimatort seit 1964 durchgehend bei Olympischen Winterspielen vertreten. Ralli ist Absolventin eines Studiums der Sportwissenschaften an der Aristoteles-Universität Thessaloniki.
Im Alter von 15 Jahren bestritt sie ihre ersten FIS-Rennen. Der erste von bislang 32 Siegen gelang ihr 2006 bei einem Riesenslalom in Griechenland. Im Januar 2005 nahm sie im Wallis am Europäischen Olympischen Jugend-Winterfestival teil, kam aber nicht über die Ränge 42 und 45 hinaus. Ein Jahr später sicherte sie sich in Florina ihren ersten von vier griechischen Meistertiteln im Riesenslalom. Am 21. Januar 2007 gab sie im Riesenslalom von Cortina ihr Weltcup-Debüt, konnte sich bei ihrem bis heute einzigen Start jedoch nicht für den zweiten Durchgang qualifizieren. Ihre einzigen Juniorenweltmeisterschaften in Flachau schloss sie mit Rang 65 im Riesenslalom ab.
Nachdem sie im März 2008 ihren ersten von fünf Staatsmeistertiteln im Slalom gewonnen hatte, nahm sie 2009 bei den Weltmeisterschaften in Val-d’Isère erstmals an einem Großereignis teil. An die Plätze 40 und 46 in Slalom und Riesenslalom konnte sie bei vier weiteren WM-Teilnahmen nicht anschließen. Ein Jahr später bestritt sie in Vancouver ihre ersten Olympischen Spiele. Der 38. Slalomrang blieb ihr bestes Resultat in dieser Disziplin. Bei ihrer dritten Teilnahme in Pyeongchang 2018 eröffnete sie den Einmarsch der Nationen als griechische Fahnenträgerin und erreichte mit Rang 52 ihre beste Riesenslalomplatzierung.

## Erfolge

### Olympische Spiele
- Vancouver 2010: 38. Slalom, 58. Riesenslalom
- Sotschi 2014: 47. Slalom, 53. Riesenslalom
- Pyeongchang 2018: 44. Slalom, 52. Riesenslalom

### Weltmeisterschaften
- Val-d’Isère 2009: 40. Slalom, 46. Riesenslalom
- Schladming 2013: 66. Slalom, 70. Riesenslalom
- Vail/Beaver Creek 2015: 56. Slalom, 83. Riesenslalom
- St. Moritz 2017: 48. Slalom, 63. Riesenslalom
- Åre 2019: 45. Slalom

### Juniorenweltmeisterschaften
- Flachau 2007: 65. Riesenslalom

### Weitere Erfolge
- 9 griechische Meistertitel (Riesenslalom 2006, 2008, 2011 und 2013, Slalom 2008, 2011, 2013, 2015 und 2017)
- 32 Siege in FIS-Rennen